# Augusto Serena
Augusto Serena (Montebelluna, 29 febbraio 1868 – Treviso, 25 giugno 1946) è stato un letterato italiano, figura di spicco nell'ambiente culturale trevigiano della sua epoca. Maestro di Agostino Springolo, ha svolto un intervento decisivo per l'attribuzione del Pianto a Enselmino da Montebelluna.

## Biografia
Cugino del pittore Luigi Serena, dopo aver frequentato il ginnasio superiore nel seminario di Treviso, il 30 giugno 1891 si laureò con lode in lettere nell'Università degli Studi di Padova.
Tra il 1899 e il 1912 insegnò lettere nel liceo ginnasio statale Antonio Canova, istituto nel quale coprì anche la carica di Preside (1923-1935). Fu quindi provveditore agli studi.
Trascorse gran parte della sua vita a Treviso e ne indagò la storia e la letteratura, esponendola in numerosi scritti.

## Opere
La sua opera di maggior pregio è sicuramente La cultura umanistica a Treviso durante il Rinascimento (Treviso, 1912).
Pubblicò volumi di versi sia in italiano:
- Il libro dei Paralipomeni, 1894, dedicato a Luigi Pinelli;
- Le calaltine;
- Le rime dell'ora, 1926 (2ª ed.).

sia in dialetto trevigiano:
- Co me torno a casa;
- Cantilene, 1908.